# Ernst Bursche
Ernst Bursche (* 27. Juli 1907 im Crostauer Ortsteil Carlsberg; † 16. August 1989 in Düsseldorf) war ein deutscher Maler und ein bedeutender Vertreter der Dresdner Malschule von Otto Dix.

## Leben
Bursches Vater und Großvater waren Bürgermeister in Carlsberg. Schon frühzeitig wurde Bursche vom Bautzener Freimaurer und Studienrat Paul Jänichen, dem Gründer der Bautzener Wanderburschenschaft, gefördert, welcher in Carlsberg eine Wanderhütte besaß. Bereits 1922 erlernte Bursche bei der Firma Weigang in Bautzen das Lithografenhandwerk. In der Folgezeit entstanden erste Holzschnitte.
Von 1927 bis 1929 besuchte er die Dresdner Akademie für Kunstgewerbe und studierte unter anderem bei Arno Drescher. 1929 immatrikulierte er sich an der Dresdner Kunstakademie und studierte zuerst bei Richard Müller und ab 1930 als Meisterschüler bei Otto Dix. Er war Mitglied der Asso (Assoziation revolutionärer bildender Künstler), sowie der Dresdner Sezession 1932. Nach der Machtergreifung Hitlers wurde Bursche aus der Akademie ausgeschlossen und wegen seiner kommunistischen Einstellung vorübergehend verhaftet. 
Er war dann jedoch Mitglied der Reichskammer der bildenden Künste. Für die Zeit des Nationalsozialismus ist seine Teilnahme an neun Gruppenausstellungen sicher belegt, darunter die Ausstellung des Dresdner Künstlerbunds Erste Ausstellung Kriegsjahr 1940.
Mit dem ebenfalls als „entartet“ verpönten Otto Dix verband Bursche eine zunehmende Freundschaft.
Von 1933 bis 1939 war Bursche Ausstellungsgestalter im Deutschen Hygienemuseum in Dresden. Im Zweiten Weltkrieg diente er vorübergehend in Tirol. Beim Bombenangriff auf Dresden am 13. Februar 1945 wurden Bursches Atelier und ein bedeutender Teil seiner Werke zerstört, darunter auch viele aus seiner frühen Carlsberger Zeit.
Die künstlerische Einengung im Stil des „Sozialistischen Realismus“ in der DDR wurde von ihm abgelehnt. Bursche reiste viel, u. a. nach West-Berlin und nach Westdeutschland. Die modische Abstraktion dort war allerdings auch nicht seine Sache. Er unternahm weitere Reisen nach Ischia, Sardinien und Sizilien. 1962 siedelte er nach Düsseldorf um. Seine Bilder im Dresdner Atelier wurden beschlagnahmt. Da er auch in Düsseldorf nicht richtig heimisch wurde, verbrachte er seine meiste Zeit auf der Insel Ischia (jährlich mehr als sechs Monate seit 1962).

## Künstlerisches Schaffen
Das Werk Bursches ist umfangreich. Die Palette seiner Kunst umfasst Lithografie, Bleistiftzeichnung, Radierung, Kreide und in der Frühzeit auch die von Dix angewendete Silberstiftzeichnung und Schichtenmalerei.
In den frühen Jahren malte er vor allem Porträts, weibliche Akte und Landschaften. Seine Italienaufenthalte führten nach 1958 zu einem neuen künstlerischen Ausdruck. Es entstanden sehr farbige Malereien in Aquarell und Pastell.

## Darstellung Bursches in der bildenden Kunst
- Otto Dix: Der Maler E. Bursche I, nach halbrechts (Lithografie, 41,5 × 29,8 cm, 1949)[1]

## Werke (Auswahl)

### Tafelbilder
- Der Maler Otto Dix (Öl, 1950)[2]
- Fischdampfer im Reparatur (Öl, 1952)[3]
- Bildnis einer Studentin (Öl, 1952)[4]
- Fischereigenossenschaft Hiddensee beim Netze flicken (Öl, 1952)[5]

### Druckgrafik und Zeichnungen
- Im Darß (Chromlithografie, 1958)[6]
- Selbstbildnis (Zeichenkohle, 1967)[7]

## Ausstellungen nach 1945 (unvollständig)
- 1949; Dresden, Staatliche Kunstsammlungen („Tage an der See“; mit Erhard Hippold, Karl Kröner und Wilhelm Lachnit)
- 1978, 1982: Galerie Christoph Kühl, Hannover-Kirchrode
- 1981: Galerie Klaus Tillmanns, Düsseldorf
- 1984: Galerie Orth, Nürnberg
- 1986: Museo del Torrione, Forio d’Ischia
- 1987: Stadtmuseum Düsseldorf
- 1993: Kunstausstellung Kühl, Dresden
- 1994: Kunstsammlungen Gera
- 1997: Stadtmuseum Dresden
- 2004: Galerie Finkbein, Gotha
- 2007: Städtische Galerie Dresden: Ernst Bursche. Zum 100. Geburtstag, 28. Juni – 14. Oktober 2007